# Stockton Peak
Der Stockton Peak ist ein 1460 m hoher, scharfgratiger und hauptsächlich eisbedeckter Berggipfel im Palmerland auf der Antarktischen Halbinsel. Er ragt an der Südflanke des oberen Abschnitts des Murrish-Gletschers etwa 10 km westnordwestlich des Cat Ridge auf.
Das Advisory Committee on Antarctic Names benannte ihn 1976 nach dem Biologen William L. Stockton von der University of California, Davis, der als Teilnehmer des United States Antarctic Research Program im Jahr 1972 auf der Palmer-Station tätig war.